# Becoming (Pantera)
Becoming è un singolo del gruppo musicale statunitense Pantera, il terzo estratto dal loro settimo album in studio Far Beyond Driven, pubblicato nel 1994.